# We're the Teenage Lovers
We're the Teenage Lovers is het tweede album van de Belgische band The Paranoiacs.

## Tracklist
1. What Would You Say
2. Unchain My Heart
3. You Lied To My Before
4. There's No Place For Lonely People
5. Bye Bye Baby
6. Lying All the Time

## Meewerkende artiesten
- Producer
  - Allard Jolles
- Muzikanten
  - Hans Stevens
  - Pat Vermeulen
  - Jonas Maes
  - Raf Stevens
  - Erik Van Biesen